# Нові Жуковиці
Нові Жуковиці (пол. Nowe Żukowice) — село в Польщі, у гміні Ліся Ґура Тарновського повіту Малопольського воєводства.
Населення — 976 осіб (2011).
У 1975-1998 роках село належало до Тарновського воєводства.

## Демографія
Демографічна структура станом на 31 березня 2011 року:
|          | Загалом | Допрацездатний вік | Працездатний вік | Постпрацездатний вік |
| -------- | ------- | ------------------ | ---------------- | -------------------- |
| Чоловіки | 492     | 121                | 325              | 46                   |
| Жінки    | 484     | 116                | 275              | 93                   |
| Разом    | 976     | 237                | 600              | 139                  |